# Gárgguovárdduo naturreservat
Gárgguovárdduo naturreservat är ett naturreservat i Arjeplogs kommun i Norrbottens län.
Området är naturskyddat sedan 2024 och är 500 hektar stort. Reservatet ligger nordväst om Slagnäs och består av granskog på berget och öster om detta gran- - och tallskog samt öppna kärr vid Tjäderhalsmyran och Mjeltikmyran.